# Зарін-Дешт (Фуман)
Зарін-Дешт (перс. زرين دشت) — село в Ірані, у дегестані Ґураб-Пас, у Центральному бахші, шагрестані Фуман остану Ґілян. У переписі 2006 року вказане як окремий населений пункт, але без відомостей про чисельність населення.

## Клімат
Середня річна температура становить 11,36 °C, середня максимальна – 26,44 °C, а середня мінімальна – -5,38 °C. Середня річна кількість опадів – 482 мм.
| Клімат поселення                              | Клімат поселення | Клімат поселення | Клімат поселення | Клімат поселення | Клімат поселення | Клімат поселення | Клімат поселення | Клімат поселення | Клімат поселення | Клімат поселення | Клімат поселення | Клімат поселення | Клімат поселення |
| Показник                                      | Січ.             | Лют.             | Бер.             | Квіт.            | Трав.            | Черв.            | Лип.             | Серп.            | Вер.             | Жовт.            | Лист.            | Груд.            |                  |
| Середній максимум, °C                         | 7,21             | 7,02             | 8,82             | 15,14            | 21,11            | 25,56            | 26,44            | 26,31            | 22,34            | 19,09            | 12,41            | 7,55             |                  |
| Середня температура, °C                       | 1,01             | 0,82             | 2,60             | 8,93             | 14,91            | 19,36            | 22,20            | 22,06            | 18,08            | 14,84            | 8,18             | 3,30             |                  |
| Середній мінімум, °C                          | −5,19            | −5,38            | −3,6             | 2,73             | 8,70             | 13,16            | 17,95            | 17,81            | 13,84            | 10,59            | 3,92             | −0,96            |                  |
| Норма опадів, мм                              | 39               | 36               | 64               | 65               | 36               | 17               | 14               | 16               | 33               | 49               | 49               | 64               |                  |
| Середньомісячна швидкість вітру, м/с          | 2.08             | 2.43             | 2.49             | 2.55             | 2.19             | 1.93             | 2.29             | 2.11             | 1.78             | 1.99             | 2.00             | 2.01             |                  |
| Середньомісячна сонячна радіація, кДж/м²·день | 7292             | 9689             | 11841            | 16091            | 19818            | 22348            | 23002            | 19796            | 16393            | 11702            | 8954             | 7038             |                  |
| --------------------------------------------- | ---------------- | ---------------- | ---------------- | ---------------- | ---------------- | ---------------- | ---------------- | ---------------- | ---------------- | ---------------- | ---------------- | ---------------- | ---------------- |
| Джерело:                                      |                  |                  |                  |                  |                  |                  |                  |                  |                  |                  |                  |                  |                  |